# Бротньо (футбольний клуб)
Бротньо (хорв. Nogometni klub Brotnjo Čitluk)  — футбольний клуб з Боснії і Герцеговини, базується в місті Читлук, заснований у 1955 році і в наш час[коли?] грає в Другій лізі Боснії і Герцеговини, третьому за силою дивізіоні країни.

## Досягнення
- Чемпіон Боснії і Герцеговини (1): 2000.
- Володар Кубка Боснії і Герцеговини (1): 1999.

## Єврокубки
| Турнір              | Матчі | В | Н | П | ГЗ | ГП |
| ------------------- | ----- | - | - | - | -- | -- |
| Ліга чемпіонів УЄФА | 2     | 1 | - | 1 | 3  | 4  |
| Кубок УЄФА          | 2     | - | 1 | 1 | 1  | 2  |
| Кубок Інтертото     | 2     | 1 | - | 1 | 2  | 8  |